# Copa Federación de España

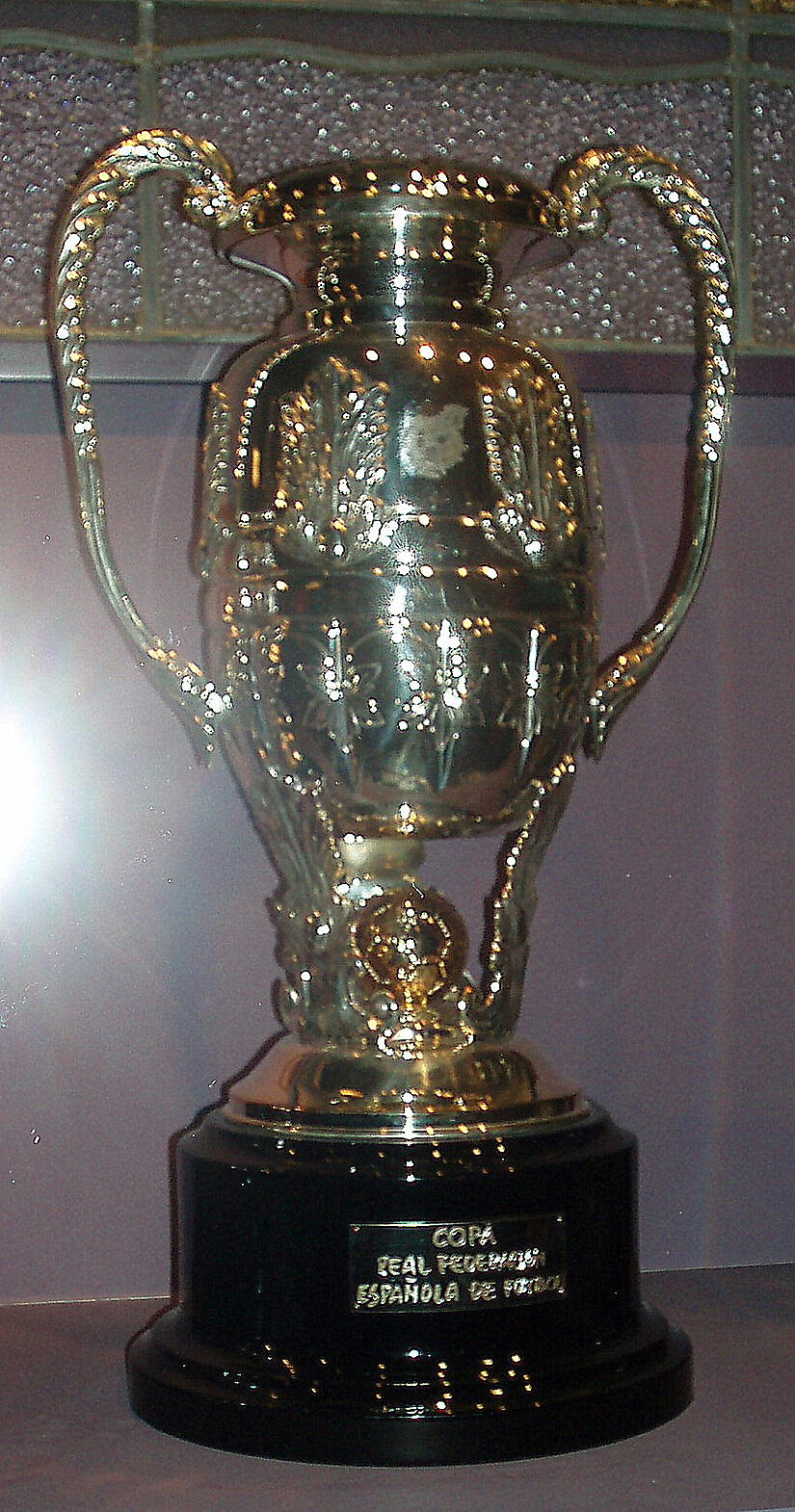
de beker

De Copa Federación de España, ook wel Copa RFEF genoemd, is een Spaanse voetbalcompetitie voor teams uit de Segunda División B en de Tercera División, die zich niet hebben kunnen kwalificeren voor de Copa del Rey of in de eerste ronde van dit bekertoernooi werden uitgeschakeld. Copa Federación de España wordt sinds het seizoen 1993/1994 georganiseerd door de Spaanse voetbalbond RFEF.
| Seizoen | Winnaar               | Runner-Up        | 1e wedstrijd | 2e wedstrijd | Aggregate |
| ------- | --------------------- | ---------------- | ------------ | ------------ | --------- |
| 2012-13 | UE Sant Andreu        | La Hoya Lorca CF | 3-0          | 1-0          | 4-0       |
| 2011-12 | CD Binissalem         | SD Lemona        | 5-0          | 1-6          | 6-6       |
| 2010-11 | CD Puertollano        | SD Lemona        | 0-2          | 4-1          | 4-3       |
| 2009-10 | CD San Roque          | Lorca Deportiva  | 1-0          | 2-0          | 3-0       |
| 2008-09 | Real Jaén             | Rayo Vallecano B | 0-0          | 4-1          | 4-1       |
| 2007-08 | CD Ourense            | CF Reus Deportiu | 2-1          | 1-1          | 3-2       |
| 2006-07 | Pontevedra CF         | RCD Mallorca B   | 4-1          | 0-1          | 4-2       |
| 2005-06 | UD Puertollano        | SD Huesca        | 1-1          | 2-0          | 3-1       |
| 2004-05 | CE Mataró             | Benidorm CD      | 1-2          | 1-0          | 2-2       |
| 2003-04 | CF Badalona           | CD Villanueva    | 0-0          | 4-1          | 4-1       |
| 2002-03 | Real Avilés           | Tomelloso CF     | 3-0          | 1-0          | 4-0       |
| 2001-02 | Celta de Vigo B       | CF Gavà          | 1-0          | 2-1          | 3-1       |
| 2000-01 | Marino                | CD Tropezón      | 1-0          | 3-0          | 4-0       |
| 1999-00 | CE Sabadell           | Elche CF         | 2-0          | 1-3          | 3-3       |
| 1998-99 | Racing de Santander B | CD Lugo          | 3-0          | 0-0          | 3-0       |
| 1997-98 | CD Binéfar            | RSD Alcalá       | 1-2          | 2-0          | 3-2       |
| 1996-97 | Burgos CF             | UD Gáldar        | 1-1          | 4-1          | 5-1       |
| 1995-96 | RCD Mallorca B        | Real Murcia      | 2-1          | 2-2          | 4-2       |
| 1994-95 | UD Las Palmas B       | CF Balaguer      | 1-0          | 3-1          | 4-1       |
| 1993-94 | UD Puertollano        | CE Platges       | 1-4          | 5-0          | 6-4       |

Primera División ·
Segunda División ·
Primera Federación ·
Segunda Federación ·
Tercera Federación ·
Spaans amateurvoetbal ·

Copa del Rey ·
Copa de la Liga ·
Supercopa de España · 
Primera División Femenina · 
Copa de la Reina

División de Honor de Futsal